# 巴雷特槍械公司
巴雷特槍械公司（英語：Barrett Firearms Manufacturing），是位於美國，製造槍械和彈藥的公司。這家公司由朗尼·巴雷特於1982年設立，他建立這家公司的目的，是要生產使用高威力的12.7×99mm NATO（.50 BMG）彈藥的半自動步槍-這一種彈藥最早是為了白朗寧M2重機槍而開發及生產的。巴雷特在1980年代初開始他的工作，第一個可以成功運作的產品則在1982年問市，也就是M82。 巴雷特本人設計了這個武器的每一個組件，並自己掏錢量產及販售這個產品。他持續研發他的步槍，並在1986年推出了改良版本的M82A1。

## 歷史
巴雷特在1982年推出了M82，不過要到1989年，才找到願意大量購買的買家：瑞典。很快的，美國陸軍也引進了M82，並於波斯灣戰爭中派上用場。現在，巴雷特將他們的狙擊步槍販售到數十個國家。
M82A1的成功，讓巴雷特繼續開發其他使用12.7×99mm NATO（.50 BMG）的步槍，包含了M95，M99，及M99-1。這三款步槍是重量較輕，售價較低的手動槍機步槍。

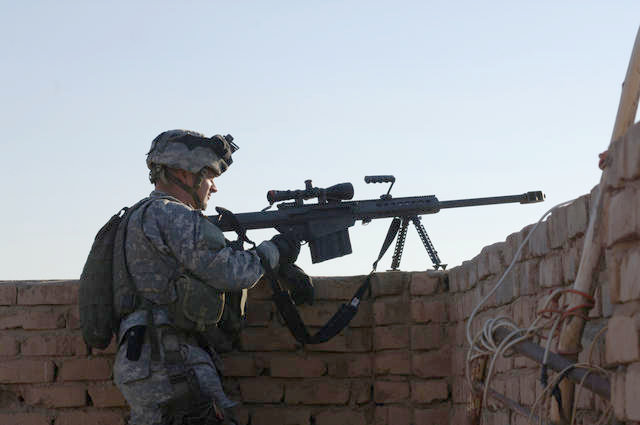
一名使用M82的第101空降师，第502步兵團，B連的美軍狙擊手，準備在巴格達郊區開始射擊目標

目前美國軍隊使用的型號是M82A3，以及較新的M107。這些槍被歸類於反器材步槍。雖然M107對付軟目標也十分有效，炸彈處理小隊也搭配特殊的燃燒穿甲彈使用這種槍，特地使用這把槍用來對付人員是不必要的：它的後座力較大，而且重量也較重。
2011年1月，巴雷特宣布M107的繼任者，M107A1正式上市。M107A1和M107相比，重量較輕，準確度提升，而且因為使用改良過的圓柱形鈦製槍口制退器，可以裝上巴雷特製造的滅音器；此外，也加強了槍身的整體強度，以及操作的便利性。
M82A1目前已經販售到全球超過40個軍事組織。它在波斯灣戰爭中憑著可以在一哩外讓伊拉克的裝甲運兵車失去作戰能力的威力，而打響名聲。波士尼亞的士兵，讓他們僅有的一把.50口徑的步槍發揮了極大的功效：藉著這把槍，他們於波士尼亞戰爭中在斯雷佈雷尼察抵禦了塞爾維亞的部隊。
90年代末，Florin Krasniqi和他的同事，取得了數十把這型步槍，在科索沃戰爭中使用。
近期，巴雷特開發了AR-15型的REC7突擊步槍，採用6.8 SPC，美國陸軍在2008年尋求M4卡賓槍的可能替代者時，也對這把槍進行了評估。巴雷特目前也正在開發XM109，可以發射25mm口徑彈藥的M82A1的衍生型。
作為針對加州於2004年起禁止民間擁有.50口徑的槍械的回應，巴雷特停止對加州的執法機關的販售以及服務。
巴雷特也開發了.416巴雷特，這是基於.50 BMG而設計出的步槍用彈藥。這一種彈藥的設計目的是讓槍膛還在冷卻狀態時，射擊出的第一發子彈可以達到2500公尺，同時也得以在加州販售。
在2008年10月，巴雷特公布了新型的巴雷特M98B狙擊步槍，M98B是使用.338拉普麥格農的手動槍機步槍。M98B於2009年開始販售。

## 產品

### 狙擊／反器材步槍
- 巴雷特M82A1
- 巴雷特M82/M107
- 巴雷特M90
- 巴雷特M95
- 巴雷特M98
- 巴雷特M98B
- 巴雷特MRAD
- 巴雷特M99
- 巴雷特XM109
- 巴雷特XM500

### 突擊步槍
- M468
- REC7

### 機槍
- 巴雷特M240LW

### 彈道計算機
- BORS（Barrett Optical Ranging System，巴雷特光學測距系統）

### 彈藥
- .50 BMG M33彈
- .416 Barrett（英语：.416 Barrett）
- 6.8 SPC（英语：6.8 Barrett SPC）
- .338 Lapua Magnum[4]

## 資料來源
1. ↑  .   [2008-06-21]. （原始内容存档于2008-07-02）.
2. ↑  .   [2008-09-28]. （原始内容存档于2008-07-20）.
3. ↑  .   [2008-10-15]. （原始内容存档于2008-09-20）.
4. ↑  .338 Lapua Magnum 的存檔，存档日期2011-10-10.

## 外部連結
- 官方网站
- Guns and (Character) Assassination （页面存档备份，存于）
- "There will be no more nibbling at our freedom."
- （简体中文）—槍炮世界—BARRETT公司 （页面存档备份，存于）